# Oleksandr Bilanenko
Oleksandr Viktorovych Bilanenko, né le 8 janvier 1978 à Soumy, est un biathlète ukrainien actif de 1999 à 2014.
Plusieurs fois placé dans les 10 premiers lors des compétitions internationales, il n'a aucun podium individuel à son actif.

## Biographie
Lors de la saison 1999-2000, sa saison inaugurale, il marque ses premiers points en Coupe du monde dans un individuel à Lahti. L'hiver suivant, il monte sur son premier podium international en terminant deuxième avec le relais à Hochfilzen.
Il prend part à ses premiers Jeux olympiques en 2002, où il se classe 68e de l'individuel et 7e du relais. En 2003, il remporte la première victoire majeure de sa carrière sur l'individuel des Championnats d'Europe, avant de remporter trois titres aux Championnats du monde de biathlon d'été. Il confirme ses progrès aux Championnats du monde 2004, se classant dans le top dix de trois des courses individuelles, avec notamment la huitième place de l'individuel et de la mass start. Il améliore ces marques par une septième place en ouverture de la Coupe du monde 2004-2005, qu'il boucle au vingtième rang, son meilleur classement général.
Il court les Jeux olympiques d'hiver de 2006, où il est 34e du sprint, 49e de l'individuel et 7e du relais.
En 2010, il prend part à ses troisièmes et derniers jeux olympiques à Vancouver, y obtenant notamment la 21e place à l'individuel.
Aux Championnats du monde 2011, il obtient sa seule médaille en grand championnat en terminant troisième du relais avec Andriy Deryzemlya, Serhiy Semenov et Sergueï Sednev. Lui et ses coéquipiers ukrainiens récupèreront finalement la médaille d'argent plus d'une décennie plus tard à la suite de la disqualification du relais russe pour le dopage d'Ustyugov. Il court au niveau international jusqu'en 2014.
Il est un solide tireur, étant notamment le deuxième meilleur en précision lors de la saison 2007-2008. Cependant sa moindre rapidité en ski l'empêche d'atteindre le podium individuellement.

## Palmarès

### Jeux olympiques d'hiver
| Épreuve / Édition   | Individuel | Sprint | Poursuite | Départ en masse                  | Relais |
| Salt Lake City 2002 | 68e        | —      | —         | Épreuve inexistante à cette date | 7e     |
| Turin 2006          | 49e        | 34e    | DNS       | —                                | 7e     |
| Vancouver 2010      | 21e        | —      | —         | —                                | 7e     |

Légende :
- — : pas de participation à l'épreuve.
- : épreuve ne figurant pas au programme olympique.
- DNS : non partant.

### Championnats du monde
| Mondiaux / Épreuve      | Individuel | Sprint | Poursuite | Départ en masse | Relais                   | Relais mixte |
| 2000 Oslo-Holmenkollen  | 69e        | 49e    | 44e       | -               | 8e                       |              |
| 2001 Pokljuka           | 41e        | 51e    | 53e       | -               | 13e                      |              |
| 2003 Khanty-Mansiïsk    | 53e        | 46e    | DNS       | -               | 10e                      |              |
| 2004 Oberhof            | 8e         | 9e     | 27e       | 8e              | 7e                       |              |
| 2005 Hochfilzen         | 67e        | 67e    | -         | 9e              | 10e                      | -            |
| 2007 Antholz-Anterselva | 18e        | 21e    | 38e       | 19e             | 8e                       | -            |
| 2008 Östersund          | -          | 44e    | 46e       | -               | 10e                      | -            |
| 2009 Pyeongchang        | 16e        | 76e    | -         | -               | 5e                       | 11e          |
| 2011 Khanty-Mansiïsk    | -          | 25e    | 41e       | -               | Médaille d'argent, monde | 7e           |
| 2012 Ruhpolding         | 57e        | -      | -         | -               | -                        | -            |
| 2013 Nové Město         | 71e        | -      | -         | -               | -                        | -            |

Légende :

 : médaille de bronze

- : n'a pas participé à l'épreuve

Relais mixte : introduit en 2005

### Coupe du monde
- Meilleur classement général : 20e en 2005.
- Meilleur résultat individuel : 7e.
- 2 podiums en relais : 2 deuxièmes places[4].

#### Classements en Coupe du monde
| Saison    | Classement général final | Individuel | Sprint | Poursuite | Mass start |
| 1999-2000 | 63e                      | ?          | nc     | nc        |            |
| 2000-2001 | 78e                      | 59e        | nc     | nc        |            |
| 2001-2002 | 84e                      | nc         | 74e    | 74e       |            |
| 2002-2003 | 58e                      | nc         | 45e    | nc        |            |
| 2003-2004 | 36e                      | 23e        | 45e    | 42e       | 26e        |
| 2004-2005 | 20e                      | 32e        | 28e    | 19e       | 16e        |
| 2005-2006 | 87e                      | 79e        | 71e    | nc        |            |
| 2006-2007 | 48e                      | 42e        | 49e    | 57e       | 36e        |
| 2007-2008 | 58e                      | 23e        | 71e    | nc        |            |
| 2008-2009 | 55e                      | 20e        | 70e    | 57e       |            |
| 2009-2010 | 68e                      | 30e        | 97e    | 69e       |            |
| 2010-2011 | 60e                      | 55e        | 64e    | 52e       |            |
| 2011-2012 | 58e                      | 46e        | 70e    | 57e       |            |
| 2012-2013 | 66e                      | nc         | 65e    | 54e       |            |
| 2013-2014 | nc                       | nc         | nc     | -         |            |

### Championnats d'Europe de biathlon
Il a remporté la médaille d'or lors de l'individuel en 2003, et celle d'argent du relais en 2002, 2005 et 2006.

### Championnats du monde de biathlon d'été
- Médaille d'or de la poursuite, mass start et relais en 2003.
- Médaille d'or du sprint en 2007.
- Médaille d'argent du relais en 1998.
- Médaille d'argent du relais mixte en 2007.
- Médaille d'argent du sprint, de la poursuite et du relais mixte en 2011.

### Universiades
- Médaille d'or de l'individuel en 2003 et 2005.
- Médaille d'argent du sprint en 2005.
- Médaille de bronze du relais en 2003.
- Médaille d'argent de la poursuite en 2005.